# Ras Triya Gaan
Rastriya Gaan (Canción Nacional) fue el himno nacional de Nepal, desde 1962 hasta 2006, cuando es remplazado por Sayaun Thunga Phool Ka. La música fue compuesta por Bakhat Bahadur Budhapirthi en 1899, y la letra escrita por Chakra Pani Chalise en 1924.

## Letra en elnepalí
श्रीमान् गम्भीर नेपाली
प्रचण्ड प्रतापी भूपति
श्री ५ सरकार महाराजाधिराजको
सदा रहोस् उन्नति
राखुन् चिरायु ईशले
प्रजा फैलियोस्
पुकारौ जय प्रेमले
हामी नेपाली साराले

## Transliteracióndelnepalí
shrîmân gambhîra nepâlî
prachanda pratâpi bhûpati
shrî pânch sarkâr mahârâjâdhirâjako
sadâ rahos unnati
rakhun chirâyu îshale
prajâ phailiyos
pukâraun jaya premale
hâmî nepâlî sârâle.

## Traducción
Que la Gloriosa te corone,
mi ilustrísimo soberano,
tú, el gran nepalí,
Shri Panch Sarkar Maharash Adhirash,
nuestro gran gobernante,
que la vida sea larga para ti
y que crezca el número de tus súbditos.
Que cada nepalí te cante con alegría.